# Trnovac (Federacja Bośni i Hercegowiny)
Trnovac – wieś w Bośni i Hercegowinie, w Federacji Bośni i Hercegowiny, w kantonie środkowobośniackim, w gminie Novi Travnik. W 2013 roku pozostawała niezamieszkana.